# Horea Crishan
Horea Crishan (* 1945 in Hermannstadt) ist ein aus Rumänien stammender Musiker, der besonders als Panflötist Bekanntheit erlangte.
Horea Crishan beendete sein Studium an der staatlichen Musikhochschule in Bukarest mit dem Staatsexamen im Fach Violine, bevor er in die Bundesrepublik Deutschland übersiedelte. Ab 1975 war er Violinist im NDR Sinfonieorchester. 1979 wandte Crishan sich der Panflöte zu und brachte bereits 1980 sein erstes Album heraus („Panflöte und Orgel“, mit Marcel Cellier). Als Panflötist arbeitete Crishan unter anderem mit Eugen Cicero und James Last zusammen (u. a. auf dessen Album „Paradiesvogel“ von 1982). Horea Crishan lebt in Hamburg.